# Flughafen Bauru-Arealva

i7
i11
i13
Der Staatsflughafen Moussa Nakhl Tobias (portugiesisch Aeroporto Estadual Moussa Nakhl Tobias, auch Flughafen Bauru-Arealva, IATA-Code: JTC, ICAO-Code: SBAE) ist der neue Flughafen der Stadt Bauru und der Gemeinde Arealva im brasilianischen Bundesstaat São Paulo. Er ist der Ersatz für den zu klein gewordenen Flughafen Bauru und nach dem Libanesen Moussa Nakhl Tobias benannt, der Vize-Bürgermeister von Bauru war.
Seit 2021 wird der Flughafen von der Rede Voa betrieben.

## Geschichte
Der Flughafen wurde 2006 als Ersatz für den alten Flughafen von Bauru eröffnet. Der kommerzielle Flugbetrieb wurde am 23. Oktober vom alten Flughafen auf den neuen übertragen.
Am 15. Juli 2021 gewann das Konsortium Rede Voa eine Konzession zum Betrieb des Flughafens für 30 Jahre.

## Fluggesellschaften und Ziele
Die Azul Linhas Aéreas bietet von hier Flüge nach Campinas an. Saisonal werden auch Maceió, Porto Seguro und Recife bedient.